# Alococarpum
- Commons
- Wikispecies

Alococarpum Riedl & Kuber é um género botânico pertencente à família Apiaceae.
A única espécie é endêmica no Irã.

## Espécies
- Alococarpum erianthum